# Polyura vernus
Polyura vernus är en fjärilsart som beskrevs av Rothschild 1899. Polyura vernus ingår i släktet Polyura och familjen praktfjärilar. Inga underarter finns listade i Catalogue of Life.